# Egberto I de Kent
Egberto (o Ecgberht, Ecgberhtus, Ecgberct, Ecgbriht, Ægbriht, Ecgbryht y Ecgbyrht) (murió el 4 de julio de 673) fue un rey de Kent que gobernó desde 664 hasta su muerte, y sucedió en el trono a su padre Earcomberto.

## Biografía

### Familia
Egberto era hijo del rey Earcomberto y su esposa Sexburga de Ely, hija del rey Anna de Anglia Oriental. Tenía dos hermanas, Eorcengota y Ermenegilda y un hermano, Hlothhere. Eorcengota se hizo monja de la abadía de Faremoutiers en el Reino franco y Ermenegilda se casó con Wulfhere (658-675), rey de Mercia. Earcomberto tenía a Æthelred y Ethelberto, los hijos huérfanos de su hermano Eormenred), bajo su protección.
Egberto y su esposa, cuyo nombre se desconoce, tuvieron dos hijos, Eadric (685-686) y Wihtred (690-725), quienes más tarde también fueron reyes. Tal vez también Eormenhild («Hermelinda»), la mujer anglosajona del lombardo Cuniperto, fuera hija de Egberto.

### Reinado
Earcomberto hizo partícipe en el gobierno a su hijo Egberto, posiblemente después de la muerte de su hermano Eormenred.
Con el fin de asegurar su propia posición, Egberto hizo matar a sus primos Æthelred y Ethelberto, rivales potenciales al trono, para lo que contrató al asesino Thunor. Ambos más tarde fueron venerados como santos. La línea de Eormenred se eliminó así del trono y la lucha dinástica por el poder llegó a su fin.
La leyenda de Mildred informa que Egberto tuvo que pagar en concepto de wergeld a la hermana de sus primos, Domne Eafe, las tierras de la isla de Thanet, donde se construyó el monasterio dúplice de Minster-in-Thanet.
Earcomberto murió en el año 664, como el arzobispo Adeodato de Canterbury, cuando se desató una plaga en toda Gran Bretaña, que se cobró muchas víctimas. Egberto I sucedió a su padre como único rey de Kent. Su madre Sexburga se retiró a un  monasterio.
Una carta registra su patronazgo del monasterio de Chertsey.
La corte de Egberto parece haber tenido muchos contactos diplomáticos y eclesiásticos. Recibió a Wilfrido de York y Benito Biscop y proporcionó escoltas al arzobispo Teodoro de Tarso y al abad Adrián de Canterbury para sus desplazamientos en la Galia.
Sus contactos diplomáticos abarcaron al Imperio franco y probablemente incluso a los lombardos, en el norte de Italia.
Estaba relacionado con las casas reales de Mercia, Anglia Oriental, Northumbria y Magonsæte y parece haber gozado de gran reputación. Al menos partes de Surrey estaban entre los dominios de Egberto. Alrededor de 666 pagó con tierras a Eorcenwald, obispo de Londres, para que fundara Ceortesei (Abadía de Chertsey). En 669 Egberto perdió la supremacía sobre Surrey, que le arrebató el rey Wulfhere de Mercia.
A Egberto le sucedió en el trono su hermano Hlothhere, a quien a su vez siguió Eadric y luego Wihtred.